# Anna Bunina
Anna Petrovna Bunina (in russo А́нна Петро́вна Бу́нина?; Urusovo, 18 gennaio 1774 – Denisovka, 16 dicembre 1829) è stata una poetessa russa.
È stata la prima scrittrice russa a guadagnarsi da vivere esclusivamente con il lavoro letterario, ovvero la prima scrittrice russa di professione. Era parente del vincitore del Premio Nobel Ivan Bunin.

## Biografia
Anna Bunina nacque ad Urusovo, villaggio nel Governatorato di Rjazan' (l'attuale Oblast' di Lipeck). Sua madre morì di parto, quindi lei crebbe con vari parenti e ricevette solamente un'istruzione rudimentale. Anna Achmatova dirà di lei che fino all'adolescenza le sue conoscenze includevano solamente la lingua russa, poche regole di aritmetica e soprattutto il ricamo. Iniziò comunque a scrivere all'età di 13 anni e pubblicò la sua prima opera nel 1809.
Si trasferì a San Pietroburgo nel 1802 con l'aiuto di una piccola eredità del padre, e con l'aiuto di una somma lasciatale dal suo parente Ivan Bunin. Raggiunse San Pietroburgo con la scusa di dover visitare suo fratello Ivan, un ufficiale della Marina, ma alla fine vi si stabilì permanentemente e lì approfondì la sua istruzione assumendo dei precettori. Iniziò a studiare francese, tedesco e inglese, fisica, matematica e soprattutto letteratura russa. Si dedicò interamente alla scrittura, sostenendosi con l'aiuto di alcuni mecenati che traevano profitto dalla vendita delle sue opere. La famiglia imperiale russa le garantirà una retribuzione fissa dopo aver letto la sua opera The Inexperienced Muse, una pensione di circa 400 rubli annuali. Dal 1807 al 1810 la poetessa fece parte del circolo letterario di Gavrila Derzhavin e Alexander Shishkov. Fu presentata a Shishkov grazie ai suoi familiari ed egli divenne un mentore per lei.
La sua prima opera The Inexperienced Muse fu pubblicata nel 1809, susseguita da un secondo volume con lo stesso titolo nel 1812. Nel periodo tra il 1815-17 si recò in Gran Bretagna per il trattamento del cancro al seno, che sfortunatamente non ebbe successo. Nonostante ciò, pubblicò comunque un volume dal titolo Collected Works nel 1819 e nel 1820 fu nominata membro onorario della Free Society of Lovers of Literature, Science, and the Arts. Lasciò San Pietroburgo nel 1824 a causa della malattia, per andare a vivere con dei parenti, ma riuscì ciononostante a mantenere l'indipendenza finanziaria. Questa malattia verrà da lei descritta come così terribile da non permetterle nemmeno di sdraiarsi; il tema della malattia sarà inoltre spesso presente nelle sue ultime poesie.
Morì a Denisovka, cittadina vicina al suo villaggio natale nel 1829, e fu sepolta ad Urusovo.

## Accoglienza
Le viene riconosciuto il fatto di aver usato temi e stili più vari e una gamma metrica più ampia nelle sue opere rispetto alle prime poetesse russe. I suoi lavori includevano osservazioni originali e degne di nota sulle esperienze delle donne, soprattutto sui loro conflitti con gli uomini.
Karamzin disse di lei: "nessuna donna ha scritto così nel nostro paese".
Le sue opere furono in gran parte dimenticate dopo la sua morte, a causa anche degli attacchi a lei e ai suoi scritti da parte di alcuni elementi di spicco nella società letteraria russa del tempo, limitando la sua influenza sui futuri poeti.
Secondo il poeta russo moderno Maxim Amelin, la Bunina è “la fondatrice di tutte le liriche femminili nella poesia russa. Le sue numerose opere hanno influenzato seriamente Baratynskij, in parte Lermontov e Derzhavin, che l'hanno apprezzata molto, ma ora purtroppo nessuno la conosce sebbene in qualsiasi altro paese sarebbero stati eretti monumenti per uno scrittore di questo livello."